# Darwinismo neural
O darwinismo neural é uma abordagem biológica e, mais especificamente, darwinista e selecionista para entender a função global do cérebro, originalmente proposta pelo biólogo americano Gerald Edelman. A obra Neural Darwinism (1987) apresentou ao público a teoria da seleção de grupo neuronal (TNGS) – que é a teoria central subjacente à explicação de Edelman da função global do cérebro.
Devido ao título do livro, a TNGS é mais comumente referido como a teoria do darwinismo neural, embora o termo remonte ao trabalho do neurofisiologista e anatomista Vernon Mountcastle. Nele, está descrita a estrutura colunar dos grupos corticais dentro do neocórtex, enquanto Edelman desenvolve seu argumento para processos seletivos operando entre degenerados repertórios primários de grupos neuronais. O desenvolvimento do darwinismo neural foi profundamente influenciado pelo trabalho de Edelman nos campos da imunologia, embriologia e neurociência, bem como por seu compromisso metodológico com a ideia de seleção como fundamento unificador das ciências biológicas.